# Bataille de Middle Boggy Depot
Guerre de Sécession
Batailles
- Round Mountain
- Chusto-Talasah
- Chustenahlah
- Cabin Creek
- Honey Springs
- Perryville
- Devil's Backbone
- Middle Boggy Depot

La bataille de Middle Boggy, parfois appelée la bataille de Middle Boggy River ou la bataille de Middle Boggy Depot, s'est déroulée le 13 février 1864 dans le territoire Indien Choctaw, 4 milles (6,4 km) au sud de ce qui est maintenant Allen dans le comté de Pontotoc, en Oklahoma. En descendant la piste du dragon (Dragoon Trail) vers le fort Washita, le colonel de l'Union William A. Phillips envoie 350 hommes du 14th Kansas Cavalry (dirigés par le commandant Charles Willetts) et deux obusiers (dirigés par le capitaine Solomon Kaufman) attaquer un avant-poste confédéré gardant le point de passage de la piste sur la rivière Middle Boggy. La force confédérée est commandée par le capitaine Jonathan Nail et est composée d'une compagnie du First Choctaw and Chickasaw Cavalry, un détachement du 20th Texas Cavalry et une partie du bataillon séminole de fusiliers à cheval. L'avant-poste est à environ 12 milles (19,3 km) du dépôt de Muddy Boggy, qui est tenu par les confédérés. L'Encyclopedia of Oklahoma History and Culture indique que le champ de bataille est à 15 milles (24,1 km) au nord-est du dépôt, alors que le marqueur du champ de bataille marqueur indique une distance de 12 milles (19,3 km). La force confédérée de l'avant-poste, composé de 90 hommes mal  armés, est prise au dépourvu quand Willetts l'attaque. En infériorité numérique et de puissance de feu, les confédérés contiennent  l'attaque de cavalerie de l'Union pendant environ 30 minutes avant de retraiter vers le reste du bataillon séminole du lieutenant-colonel John Jumper, qui ne participe pas à l'escarmouche principale. Les confédérés retraitent à 45 milles (72,4 kilomètres) au sud-ouest en descendant la piste du dragon. La progression de l'Union continue vers le sud en direction du fort Washita le lendemain, mais lorsque les renforts prévus n'arrivent pas, l'expédition en territoire indien de Philips s'arrête le 15 février près de la vieille ville de Stonewall.

## Arrière-plan
Le colonel de l'Union William A. Phillips mène une expédition composée d'environ 1 500 soldats pour diviser les forces confédérés dans le territoire Indien, le long d'une ligne entre le fort Gibson jusqu'à la rivière Rouge. La force représente trois compagnies du 14th Kansas Cavalry, un bataillon de l'infanterie du Kansas et deux régiments des Indian Home Guard, soutenus par des obusiers du troisième régiment des Indian Home Guards.
L'expédition a quatre objectifs :
1. établir le contrôle de l'Union sur le territoire Indien ;
2. offrir l'amnistie aux indiens Creek, Séminoles et Chickasaw prévue dans la proclamation d'Émancipation du président Lincoln de décembre 1862 ;
3. rompre les traités confédérées avec les tribus ;
4. obtenir de nouvelles recrues.

Le colonel Phillips délivre le message suivant à ses troupes avant leur départ du fort Gibson pour commencer l'expédition :

« Circulaire Hdqrs. Première brigade, armée de la frontière,
fort Gibson, C. N., 30 janvier 1864
Soldats ! Je vous prend avec moi, afin de repousser la nation Indienne au sud de la rivière et chasser et détruire les rebelles. Permettez-moi de vous dire quelques mots que vous n'oublierez pas. Ne pas commencer à tirer au cours de la bataille avant d'en recevoir l'ordre. Lorsque vous tirerez, visez bas, vers le genou, ou sur la partie inférieure du corps d'un homme, s'il est à cheval. Ne tirez jamais en l'air. Tirez lentement et jamais avant de voir quelque chose à crier sur qui vous pouvez tirer. Ne gaspillez pas vos munitions. Ne restez par en arrière ou hors du commandement ; ce sont les lâches qui laissent leurs camarades face à l'ennemi ; presque tous les hommes que nous avons été tué sont des traînards. Restez près de moi et obéissez aux ordres et nous auront bientôt la paix. Ceux qui portent encore les armes sont des rebelles, qui doivent mourir. Ne tuez pas un prisonnier après sa reddition. Mais je ne vous demande pas de faire des prisonniers. Je vous demande de rendre vos pas graves et terribles.
Muscogees ! le temps est venu maintenant de vous souvenir des auteurs de toutes vos souffrances ; ceux qui ont commencé une guerre inutile et injuste, qui vous ont poussé à quitter vos maisons, qui ont vous volé vos biens. Restez moi fidèles et nous auront bientôt la paix. Regardez vous les uns les autres pour bien vous maintenir, et être prêts à frapper un coup terrible sur ceux qui ont tué vos femmes et vos tout-petits par la Red Fork le long du Verdigris ou par Dave Farm Cowpens. N'ayez pas peur. Nous les avons toujours battus. Nous allons sûrement gagner. Puisse Dieu venir avec nous.
Wm. A. Phillips
Colonel, commandant »

L'expédition de Phillips quitte le fort Gibson le 1er février 1864 et part au sud-ouest le long de la piste du dragon vers le fort Washita. Cette piste (également appelé la piste du bétail du Texas (Texas Cattle Trail)) est pratiquement parallèle à la route du Texas plus largement utilisée. Phillips choisit cette route parce que la guérilla a anéanti la région le long de la route du Texas, et Phillips estime qu'il y a un meilleur fourrage le long de la piste du dragon . Il s'arrête le 4 février pour attendre l'arrivée du reste des neuf compagnies du 14th Kansas Cavalry. Le 11 février, Phillips s'arrête près du poste d'Edwards, au sud de la rivière Canadian, et attend l'arrivée des renforts venant du fort Smith. Lorsque les renforts n'arrivent pas, Phillips décide d'entrer dans le Middle Boggy, un affluent de la rivière Rouge.

## Escarmouche à l'avant-poste
L'avant-poste confédéré est très près de l'endroit où la piste du dragon traverse le Middle Boggy. Le groupe de tête du commandant Willetts campe à une courte distance dans la nuit du 12 février et fait les derniers préparatifs pour l'attaque. Le groupe de Willett commence le combat avec un barrage d'artillerie à 7 heures du matin le lendemain matin. Le 14th Kansas Cavalry charge immédiatement, mettant les confédérés dans la confusion.
Certains des membres survivants du commandement du capitaine Nail retraite vers Boggy Depot, abandonnant les blessés sur le champ de bataille. Le reste du bataillon Chickasaw reste près de Cochran pour escorter la famille de gouverneur Chickasaw Winchester Colbert de Pontotoc à Tishomingo. Le général Cooper, qui est retourné cette nuit là à son quartier général à Boggy Depot en provenance du fort Washita, a envoyé une demande au Texas pour plus de renforts. Un  détachement d'enterrement  confédéré envoyé sur le champ de bataille trouve que tous les blessés abandonnés ont été tués avec la gorge tranchée. Le colonel Phillips rend compte que ses soldats ont tué 48 soldats confédérés et n'ont fait aucun prisonnier. Le brigadier général Cooper rend compte que seulement 11 soldats confédérés ont été tués.

## Conséquences
Le colonel Phillips campe sur un site appelé le camp Kansas dans la nuit après la bataille. Maintenant, il sait que le reste du 14th Cavalry ne viendra pas à son aide. Le lendemain, Phillips divise son commandement en deux groupes. Il envoie les cavaliers au sud sous les ordres du commandant Willetts à la poursuite des confédérés en fuite et à la recherche du gouverneur Colbert. Il donne l'ordre au colonel Wattles pour prendre le commandement de l'infanterie et d'aller au vieux fort Holmes..
Le 15 février, Phillips ordonne à ses troupes de brûler la palais de justice de Pontotoc et tous les bâtiments confédérés et chickasaws de la ville de Cochran. Il ordonne également la destruction de l'institut Colbert, une école chickasaw d'avant-guerre qui est utilisée pour héberger les troupes confédérées.
La bataille est une défaite pour les confédérés. Cependant, les mauvais traitements infligés aux civils et les meurtres de soldats blessés par les troupes de l'Union renforcent la résolution des confédérés et leurs sympathisants de continuer le combat.
La société historique du comté d'Atoka célèbre la bataille de Middle Boggy avec une reconstitution tous les trois ans. L'un de ces événements a eu lieu le 15 février 2015.

## Cimetière
Un cimetière, maintenant appelé le cimetière confédéré près d'Atoka, est créé le long de la route du Butterfield Stage avant la guerre de Sécession. Cependant, les résidents locaux pensent que les personnes enterrées ici sont tous des soldats qui sont morts lors de la bataille de Middle Boggy. Une recherche criminalistique en 1988 permet au directeur du site Gwen Walker d'identifier certaines des victimes comme des soldats du 19th Arkansas Infantry. Walker découvre que ces hommes avaient été envoyés construire des ouvrages au fort McCulloch en 1862, et qu'ils sont morts d'une épidémie de rougeole.

### Marqueur du champ de bataille
En 1959, la société historique d'Oklahoma a érigé un marqueur dans un petit cimetière à environ 1 mille (1,6 kilomètre) au nord d'Atoka, en Oklahoma. Le marqueur est remplacé par un nouveau marqueur en 2014. Il se lit maintenant :

« BATAILLE DE MIDDLE BOGGY
SUR CE SITE REPOSENT LES SOLDATS CONFÉDÉRÉS QUI SONT MORTS LORS DE LA BATAILLE, LE 13 FÉVRIER 1864
« Le campement confédéré ici, au croisement de Middle (ou Muddy) Boggy sur la route de Boggy Depot tenu par le bataillon séminole du lieutenant-colonel John Jumper, la compagnie A du premier régiment de cavalerie Choctaw et Chickasaw, et un détachement du vingtième régiment du Texas a été soudainement attaqué par les forces fédérales --- 3 compagnies du quatorzième de cavalerie du Kansas, le commandant Charles Willetts au commandement, et une section d'obusiers sous le capitaine Solomon Kaufman.
Les confédérés, mal armés, livrent un combat ferme dans une lutte de 30 minutes dans lequel 47 de leurs hommes ont été tués et plusieurs autres blessés. Des rumeurs des forces confédérés chevauchant en provenance de Boggy Depot, à 12 miles au sud-ouest, ont provoqué une retraite précipitée des troupes fédérales vers le fort Gibson, au nord. Les morts ont été enterrés à 1 mile au nord d'Atoka, en Oklahoma sur la rive ouest de la rivière Boggy, et à 100 yards au nord de l'autoroute. 69. Ce cimetière a été également un lieu de sépulture pour les voyageurs sur la vieille route de Boggy Depot avant la guerre de Sécession. »